# Петър Льондев
Петър Стефанов Льондев е български композитор, педагог, фолклорист и общественик.

## Биография
Роден е през 1936 г. в  Харманли.
Учи в реалната гимназия в родния си град. Завършва Българската държавна консерватория при проф. Стоян Джуджев по специалност музикална фолклористика, а при проф. Александър Райчев – композиция. Негови преподаватели са и проф. Парашкев Хаджиев, професорите Асен Карастоянов и Здравко Манолов – по полифония, проф. Марин Големинов и  проф. Веселин Стоянов.
Работи в Института за музикознание при Българска академия на науките като научен сътрудник. Записва над 40 000 народни песни и инструментални мелодии, половината от които нотира. Автор е на множество статии и научни трудове в областта на българската музикална фолклористика.
Преподава в Софийския университет, Шуменския университет, Великотърновския университет, Благоевградския университет и Пловдивския университет. Проф. Льондев е гост-преподавател в Белоруския държавен педагогически университет „Максим Танк“ и в Лвовския национален университет „Иван Франко“ (Украйна).
Членува от 1964 г. в Съюза на българските композитори като музиколог и композитор. Член е на Управителния съвет и председател на Съюза в периода 2011 – 2014 г.
Председател е на Комисията по акредитация в НАОА, 2000 – 2006 г.
Умира през юни 2018 г.

## Творчество
Петър Льондев е автор на над 700 детски и хорови произведения за деца. Издадени са песенните сборници „Избрани песни“, „Къщичка за песни“ и „Вълшебният килим“.
Негови песни са издадени в грамофонни плочи и аудиокасета. Съвместно с К. Стефанов има издаден компактдиск. Други компактдискове с негови песни са издавани през годините у нас и в различни държави.
Проф. Петър Льондев пише песни за женски народен хор. Те са част от репертоара на „Мистерията на българските гласове“. През 1975 г. написва една от най-изпълняваните си хорови песни, „Ерген деда“. Песента му „Кавал свири“ през 1979 г. получава наградата „Грами“. Негови песни влизат в компактдисковете на швейцарския продуцент Марсел Селие и стават световно популярни през годините; изпълнители като Чък Кърия, сакс квартет „Аполо” и над 80 хорови състави от цял свят включват негови песни в репертоара си. Петър Льондев композира песни и за мъжки хор.

## Награди
- Орден „Кирил и Методий“ I степен, 1986 г.
- Песента „Кавал свири“ печели награда „Грами“ в Лос Анджелис, 1990 г.
- Носител е на голямата награда „Златния петел“ за песента „Чудо та големо“, 2001 г..
- Носител на наградата за литература и изкуство „Добри Чинтулов“, гр. Сливен, 2011 г.[5]
- Награда „Юбилей“ за „Музикант на годината“, 2016 г.[6]

## Филми
- 1981 г. – Берлинска телевизия: филм за творчеството на Петър Льондев и с негово участие.
- 2017 г. – Клип на Лейди Гага по песента на Петър Льондев „Кавал свири“ в биографичен филм.